# Amor sagrado
Amor sagrado es una telenovela argentina coproducida por Telefe, Mediaset y Deltavision en 1996. Fue protagonizada por Grecia Colmenares, Jorge Martínez y Simón Pestana, y fue dirigida por Tato Pfleger. Fue conocida tanto en Argentina como en Italia, donde fue emitida por Rete 4 con el título I due volti dell'amore. Grecia Colmenares interpreta a dos hermanas gemelas: Eva y Ángeles Herrera. Repite de nuevo haciendo un doble papel y al lado de Jorge Martínez, como ya ocurrió en Manuela cinco años antes. En Argentina, fue levantada del aire en el capítulo 30.

## Argumento
La acción transcurre a fines del siglo XIX y cuenta la relación entre dos hermanas gemelas: La riqueza de un vínculo marcado por la ambigüedad que generan la rivalidad y el amor sanguíneo que se profesan. Al iniciarse la historia Eva y Ángeles se ven enfrentadas por la pasión y el amor que despierta en ellas un mismo hombre: Joaquín Orive. Esta historia se sella trágicamente recayendo su peso sobre Ángeles quien cargada de culpas se recluye en un convento. Mientras Eva, destrozada por la partida a la guerra y la muerte del hombre que su hermana le disputó, se dedica al cuidado de sus padres y a las duras tareas rurales.
Eva conoce, a Simón Casenave, en un crítico y dramático momento de su vida. Casado en primeras nupcias con Virginia Rodón, luego de una crisis matrimonial ella parte a Europa y el barco en el que viaja naufraga, dándose a Virginia por muerta , Simón siente que la dulzura y el amor de esta muchacha campesina y románticamente pura le llegan como una salvación. Simón le declara su amor y Eva se entrega completamente a él en su inocencia. Pronto, Eva le anuncia a Simón que esperan un hijo. Se casan en una austera ceremonia en la estancia de la familia Casenave. En el séptimo mes de embarazo, Simón viaja a la ciudad y sufre el impacto de encontrarse a Virginia Rodón que abandonó el barco antes del naufragio y vuelve para ocupar su lugar. Simón le cuenta lo vivido, su amor y su matrimonio con Eva. Virginia en complicidad con el secretario de Simón, planean un siniestro plan para separarlos. Eva es implicada criminalmente y va presa. El hijo de Simón y Eva queda al cuidado de Virginia que finge amor maternal ante Simón, pero que en realidad daña al niño con su desamor. Moviendo poderosas influencias Virginia logra que hagan firmar a Eva un documento en el que reconoce su culpabilidad: Todo fue una maniobra para escalar socialmente y tener acceso a la fortuna de los Casenave. Simón , sin poder olvidarla, ya que la ama, no se rinde ante las evidencias que Virginia le impone. Insiste en saber la verdad por Eva en su resentimiento por las mentiras urdidas para hacerle firmar un documento que la incrimina se niega a verlo.
Ángeles asiste a su hermana con permisos especiales que hacen posible su salida del convento para darle apoyo y ayuda espiritual. Cinco años pasa Eva en este sitio hasta que logra escaparse. Le envía una carta amenazante en su dolor a Simón donde le dice que está dispuesta a recuperar a su hijo. Simón pide a Virginia que busque una institutriz ejemplar para el niño. Angustiado por la amenaza, sabiendo que Eva está desequilibrada se reasegura de los cuidados que recibirá el niño, parte en un viaje profesional impostergable. Fugada del hospicio, Eva llega hasta el frente de la residencia Casenave, allí ve la partida de Simón y a su hijo en brazos de Virginia. Una vez más el peso de su historia la derrumba. Fantasmal vaga por las calles y es auxiliada por un hombre distinguido: Leandro Rensi. Quien regentea una elegante casa de juegos clandestina llamada: "El paraíso".
Ángeles será la institutriz que Virginia elija para cuidar al hijo de Eva y Simón...

## Elenco
- Grecia Colmenares: Eva Herrera/Ángeles Herrera
- Jorge Martínez: Leandro Renzi
- Simón Pestana: Simón Casenave
- Noemí Frenkel: Virginia Rodón de Casenave
- Cecilia Cenci: Mercedes
- Willy Barbosa: Iván Renzi
- Ana María Castel: Madre Superiora
- Miguel Habud: Sebastián
- Horacio Roca: Fabio
- Roberto Antier: Santini
- Marikena Riera: Lucía
- Rubén Ballester: Padre Jeronimo
- Amanda Beitia: Sor Delfina
- Nora Kaleka: Sor Greta
- Carlos Bermejo: Lelio
- Ángela Correa: Remedios
- Alejandra Darín: Marita Saavedra
- María Figueras: Musetta
- Luis Machín: Dott. Gabriele Cordero
- Solange Matou: Paulette
- Julieta Melongo: Irina
- Ángela Ragno: Amelia De Casenave
- Leandro Regúnaga: Dante
- José María Rivara: Atílio
- Rita Terranova: Chiara
- ?: Padre Antonio

- Datos: Q16564428